# Gimli
Gimli egy karakter J. R. R. Tolkien A Gyűrűk Ura című művében. A Hobbitban is szereplő Glóin fia, előkelő törp nemzetségből származik. A Gyűrű Szövetsége tagja, Aragorn oldalán részt vett a  kürtvári csatában, az Anduin menti harcokban, végül pedig az ostromlott Minas Tirith felmentésében.

## Gimli Tolkien műveiben

### Élete
Gimlivel először Völgyzugolyban találkozunk, Elrond Tanácsán, amin apjával, Glóinnal (Bilbó egykori útitársával) együtt vett részt. Gimli és Glóin a Magányos Hegyről hoztak hírt: Szauron egy, az Egy Gyűrűt birtokló hobbit után érdeklődött egy hírnök révén. Azt parancsolja a törpöknek, hogy segítsenek neki megtalálni a hobbitot, cserébe törp-gyűrűket ajándékoz nekik, de sürgős választ vár tőlük. A törpök nem küldenek választ Szauronnak, aki háborúval fenyeget, ezért kérnek segítséget Völgyzugolytól. A Tanácson megjelent népek mind egyetértenek abban, hogy együtt kell legyőzniük Szauront, ezért megalakul a Gyűrű Szövetsége, aminek Gimli az egyik tagja lesz.
Gimli eleinte ellenszenvvel viseltetett egyik társa, Legolas, a tünde iránt, mivel a törpök és a tündék közötti viszony elmérgesedett a Harmadkorra. Később azonban nagyon jó barátokká válnak, és együtt utaznak el a tengeren.
Gimlit nagyon elbűvölte Galadriel Úrnő, akitől három hajszálát kérte búcsúajándékként, amikor elhagyta Lothlórient. A Gyűrűk Ura függeléke szerint Galadrielnek sikerült elérnie, hogy Gimli bebocsáttatást nyerjen Valinorba, a Halhatatlanföldre, ahová Legolasszal, Szövetségbeli társával és jó barátjával hajózott el.

## Gimli alakja a regény adaptációiban

### A mozifilm
A filmekben Gimli hűséges, megbízható, és bátor, önfeláldozó, ugyanakkor könnyen megsértődik, ilyenkor büszke, önfejű és makacs. Mikor a Gyűrű Tanácsa összeül, ő a fejszéjével próbálja megsemmisíteni a Gyűrűt, ám sikertelenül.
Remekül harcol fejszéjével, sőt egy kisebb baltával dobni is tud. De bátorsága és ereje nem csak a fegyvereiben lakozik.
A filmben erősen kidomborított jellemzője, hogy önbizalma magasabb, mint kellene (ez főleg büszkeségéből ered, amire viszont a regényben is találhatunk utalásokat): sokszor  többet vállal, mint amennyit végre tud hajtani. Az Urukok üldözése közben pl. panaszkodni kezd: „A terepfutás nem erényem. A törpök természetüknél fogva csak rövid távon veszélyesek”. Korábban ugyanis mogorván leteremtette Aragornt („Egy törp mindig ereje teljében van!”), amiért az pihenést rendelt neki. Hasonló mono- és dialógok a regényben is szerepelnek, de nem kapnak ekkora hangsúlyt, és nincsenek ilyen feltűnően szembeállítva. Továbbá a törpök a regényben szívós fajként vannak ábrázolva, míg a filmben fáradékonyabbak: amikor az urukok nyomába eredtek, a regény szerint Gimli ugyanolyan tempóban haladt, mint Aragorn és Legolas, míg a filmben jóval Legolasék mögött kullogott.
Rengeteg veszekedés után, barátságot köt Legolasszal. A Szövetség felbomlása után Aragornnal és Legolasszal az elrabolt hobbitok – Pippin és Trufa után ered.
A film kibővített változata átemel egy, a regényben is szereplő motívumot: Gimlit nagyon elbűvölte Galadriel Úrnő, akitől három hajszálát kérte búcsúajándékként, amikor elhagyta Lothlórient.